# Luigi Figini (architetto)
Luigi Figini (Milano, 27 gennaio 1903 – Milano, 13 marzo 1984) è stato un architetto italiano.

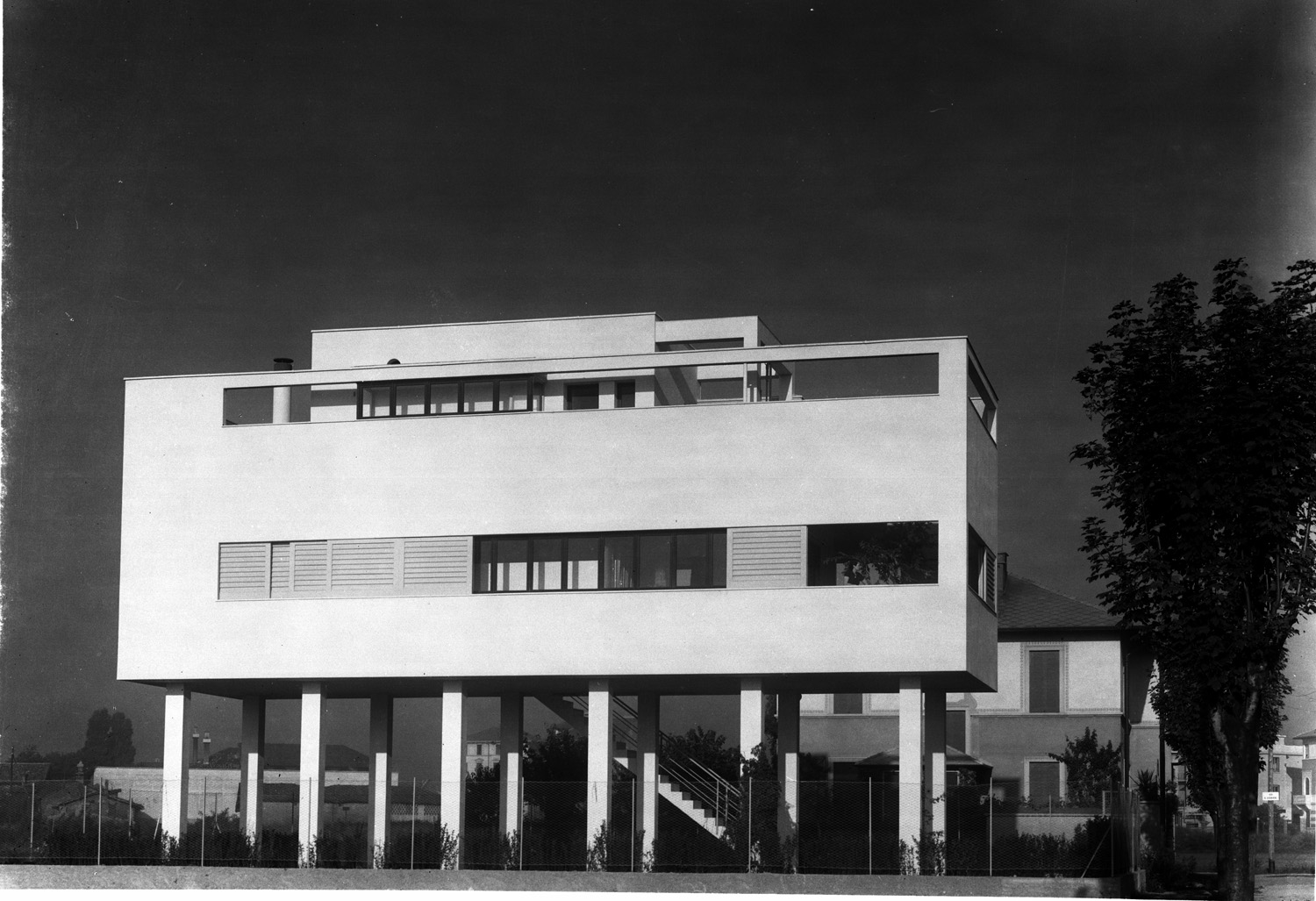
Villa Figini, Milano (1935)

Fu un rappresentante dell'architettura razionale, si occupò di edilizia residenziale e industriale (stabilimento Olivetti a Ivrea) e di mostre. Progettò anche edifici religiosi (la chiesa della Madonna dei Poveri a Milano (1952–56, insieme a Gino Pollini).